# Lino Morales
Gral. Lino Morales fue un militar y cacique yaqui mexicano que participó en la Revolución mexicana. Nació en Ráhum, municipio de Guaymas, Sonora. Antes de 1910 fue soldado de las fuerzas auxiliares del Estado de Sonora; posteriormente fue Capitán de una sección llamada Fieles Huiviris, que luchó contra los rebeldes orozquistas. En 1913 se unió a la lucha contra Victoriano Huerta militando bajo el mando del general Álvaro Obregón. En 1914, ya como coronel constitucionalista, comandó el 20. Batallón de Sonora. Alcanzó el grado de general brigadier. Peleó contra Francisco Villa en la Batalla de Celaya, la Batalla de Aguascalientes y la Batalla de Trinidad, entre otras. En 1920 se adhirió al aguaprietismo y en 1929 abrazó la Rebelión escobarista, por lo que al fracaso del movimiento se exilió en los Estados Unidos. Murió en Navojoa, Sonora, el 19 de diciembre de 1932.   